# Borchardt (Familienname)
Borchardt ist ein deutscher Familienname.

## Namensträger
- Alice Borchardt (1939–2007), US-amerikanische Schriftstellerin
- Barbara Borchardt (1956–2023), deutsche Politikerin
- Bernd Borchardt (* 1955), deutscher Diplomat und Botschafter in Albanien
- Bruno Borchardt (1859–1939), deutscher Politiker und Schriftsteller
- Curtis Borchardt (* 1980), US-amerikanischer Basketballspieler
- Dietrich Hans Borchardt (1916–1997), neuseeländisch-australischer Bibliothekar, Emigrant aus Nazi-Deutschland
- Dirk Borchardt (* 1969), deutscher Schauspieler
- Erika Borchardt (* 1944), deutsche Schriftstellerin und Herausgeberin
- Felix Borchardt (1857–1936), deutscher Maler
- Georg Borchardt (1934–2023), deutscher Musik- und Literaturwissenschaftler
- Georg Hermann Borchardt (1871–1943), deutscher Schriftsteller, siehe Georg Hermann
- Hans Borchardt (Maler) (1865–1917), deutscher Maler
- Hermann Borchardt (1888–1951), deutscher Schriftsteller
- Hugo Borchardt (1844–1924), deutscher Ingenieur und Waffenkonstrukteur
- Julian Borchardt (1868–1932), deutscher Journalist und Politiker
- Jürgen Borchardt (* 1944), deutscher Schriftsteller und Herausgeber
- Karl Borchardt (Historiker) (* 1956), deutscher Historiker
- Karl Borchardt (Missionar) (1887–1943), deutscher römisch-katholischer Geistlicher, Ordensmann, Missionar und Märtyrer
- Karl Wilhelm Borchardt (1817–1880), deutscher Mathematiker
- Karoline Borchardt (1873–1944), deutsche Künstlerin
- Knut Borchardt (1929–2023), deutscher Wirtschaftshistoriker
- Leo Borchardt (1879–1960), deutscher Internist, Physiologe und Pharmakologe
- Lucy Borchardt (1877–1969), deutsche Reederin, siehe Lucy Borchard
- Ludwig Borchardt (1863–1938), deutscher Ägyptologe
- Maj Borchardt (* 2005), deutsche Schauspielerin
- Marie Borchardt (Schauspielerin, 1890) (1890–1969), deutsche Schauspielerin und Schauspiellehrerin
- Marie Borchardt (Schauspielerin, 1999) (* 1999), deutsche Schauspielerin
- Moritz Borchardt (Bankier) (1785–1860), deutscher Bankier, Königlicher Kommerzienrat
- Moritz Borchardt (1868–1948), deutscher Chirurg
- Oscar Borchardt (1845–1917), deutscher Jurist
- Paul Borchardt (1886–nach 1950), deutscher Geologe, Geograf und Spion
- Peter Borchardt (1935–2016), deutscher Theaterregisseur, -intendant und -wissenschaftler
- Rüdiger Borchardt (* 1963), deutscher Handballspieler und -trainer
- Rudolf Borchardt (1877–1945), deutscher Schriftsteller
- Sebastian Borchardt (* 1984), deutscher Tischtennisspieler
- Siegfried Borchardt (Jurist) (1815–1880), deutscher Privatbankier und costa-ricanischer Diplomat
- Siegfried Borchardt (1953–2021), deutscher Neonazi
- Simone Borchardt (* 1967), deutsche Politikerin (CDU), MdB
- Stefanie Borchardt (* 1970), deutsche Juristin und Richterin
- Uwe Borchardt (* 1961), deutscher Fußballspieler
- Walter Borchardt-Ott (1933–2012), deutscher Mineraloge und Kristallograph
- Werner Borchardt (1900–1930), deutscher Physiologe und Klimatologe